# Benjamin T. Laney
Benjamin Travis Laney, Jr., född 25 november 1896 i Ouachita County, Arkansas, död 21 januari 1977 i Columbia County, Arkansas, var en amerikansk demokratisk politiker. Han var den 33:e guvernören i delstaten Arkansas 1945-1949.
Laney tjänstgjorde i USA:s flotta i första världskriget. Han var en affärsman verksam inom flera olika branscher och blev därför känd som "Business Ben". Han gifte sig 19 januari 1926 med Lucile Kirtley. Paret fick tre söner. Laney var borgmästare i Camden, Arkansas 1935-1939.
Laney vann knappt demokraternas primärval inför 1944 års guvernörsval. Själva guvernörsvalet vann han sedan med 86% av rösterna mot 14% för republikanen H.C. Stump. Han omvaldes lätt två år senare.
Laney försvarade lynchningar men påstod att han inte gjorde det för att han var rasist. Så kallade dixiecrats, demokrater som ville bevara segregationen i sydstaterna, bestämde sig för att nominera en oberoende kandidat i presidentvalet i USA 1948. Laney var en av favoriterna men tvekade. Han bestämde sig till sist för att stanna i sitt hotellrum och meddelade att han inte ställer sitt namn till förfogande. Strom Thurmond nominerades i stället. Även om Laney stödde Thurmond i presidentvalet, hjälpte Sid McMath Harry S. Truman med en stark kampanj till seger i Arkansas. McMath efterträdde Laney som guvernör i januari 1949. Laney utmanade McMath i 1950 års guvernörsval utan framgång.
Laneys grav finns på Memorial Park Cemetery i Camden, Arkansas.